# Мужчине живётся трудно. Фильм 38: Путешествие Торадзиро на север
«Мужчине живётся трудно. Фильм 38: Путешествие Торадзиро на север» (яп. 男はつらいよ　知床慕情, отоко-ва цурай ё: сирэтоко бодзё; англ. Tora-san Goes North  (Tora-san 38) — японская комедия режиссёра Ёдзи Ямады, вышедшая на экраны в 1987 году. 38-й фильм популярного в Японии киносериала о комичных злоключениях незадачливого чудака Торадзиро Курума, или по-простому Тора-сана. Эта серия примечательна тем, что в ней снялся популярнейший Тосиро Мифунэ, удостоенный за свою работу кинопремий «Голубая лента» и «Майнити». По результатам проката фильм посмотрели 2 млн. 074 тыс. японских зрителей.

## Сюжет
Данная серия начинается с новости о том, что стареющий дядя Тора-сана находится в больнице, где он восстанавливается после угрожавшей его жизни острой пневмонии. В результате чего их семейный магазин сладостей в старинном районе токийской столицы, Сибамате, был закрыт.
Тора-сан возвращается домой, где почувствовав себя наследником семейного бизнеса, предлагает помощь своей любимой сестре Сакуре и тёте Цунэ в открытии магазина в отсутствие дяди. Разумеется, Тора-сан слишком ленив, чтобы действительно помочь. В конечном счёте он только приносит сплошные неприятности всем и подаётся в свои дальнейшие странствия по Японии. Он едет на Хоккайдо, самый северный из островов японского архипелага. Здесь, в сельской глубинке он встречает злого, довольно потрёпанного ветеринара Дзюнкити Уэно, который горько переживает смерть своей жены, случившуюся десять лет назад. Он также рассержен тем, что его дочь Ринко вышла замуж за столичного жителя и уехала жить в Токио без отцовского благословения.
Одинокий Уэно позволяет Тора-сану пожить у него некоторое время. Торадзиро проводит время на вечеринках среди местных жителей, в особенности в близлежащем баре. Здесь, в баре, Тора-сан знакомится с Эцуко, которая тайно влюблена в Уэно. Когда Ринко возвращается домой без предупреждения, разведясь со своим мужем, Уэно отталкивает её от себя. Он всё ещё зол на дочь и не может простить. Местные жители считают неприемлемым поведение ворчуна Уэно, который полон решимости уничтожить всё, что осталось от его отношений с дочерью. В то же время его сдержанность с Эцуко угрожает их отношениям, прежде чем они могли даже развиться.

## В ролях
- Киёси Ацуми — Торадзиро Курума (или Тора-сан)
- Тиэко Байсё — Сакура, сестра Торадзиро
- Кэйко Такэсита — Ринко
- Кэйко Авадзи — Эцуко
- Тосиро Мифунэ — Дзюнкити Уэно
- Масами Симодзё — Рюдзо Курума, дядя Тора-сана
- Тиэко Мисаки — Цунэ Курума, тётя Тора-сана
- Гин Маэда — Хироси, муж Сакуры
- Хисао Дадзай — Умэтаро, босс Хироси
- Гадзиро Сато — Гэнко
- Хидэтака Ёсиока — Мицуо Сува, сын Сакуры и Хироси, племянник Тора-сана
- Кэйроку Сэки — Понсю
- Тисю Рю — Годзэн-сама, священник
- Иссэй Огата — доктор
- Макото Акацука — Макото

## Премьеры
- — национальная премьера фильма состоялась 15 августа 1987 года в Токио[1].
- — премьерный показ в США 11 янваоя 1990 года[3].

## Награды и номинации
Премия Японской киноакадемии
- 11-я церемония вручения премии (1988)[4]

Номинации:
- лучший актёр второго плана — Тосиро Мифунэ (ex aequo: «Принцесса с Луны»)
- лучшая актриса второго плана — Кэйко Авадзи

Премия «Голубая лента»
- 30-я церемония награждения (1988 год)[5]

Выиграны:
- Премия лучшему актёру второго плана 1987 года — Тосиро Мифунэ

Кинопремия «Майнити»
- 42-я церемония награждения (1988 год)

- Премия лучшему актёру второго плана 1987 года — Тосиро Мифунэ.

Премия журнала «Кинэма Дзюмпо» (1988)
- Номинация на премию за лучший фильм 1987 года, однако по результатам голосования занял только 6 место.